# Rotten.com
Rotten.com var en kontroversiell webbplats som lanserades 1996 och blev känd för att publicera chockerande bilder samt innehåll relaterat till död, olyckor och mänskliga sjukdomar. Sidan riktade sig till en vuxen publik och använde sig av satir och svart humor för att skildra ämnen som många ansåg stötande eller tabu. Rotten.com drevs av ett företag kallat Soylent Communications.

## Historia
Rotten.com skapades för att vara en plattform där användare kunde dela bilder och information som annars censurerades av traditionella medier. Dess tidiga innehåll bestod av autentiska bilder från brottsplatser, medicinska procedurer och andra extremt grafiska situationer. Under slutet av 1990-talet och början av 2000-talet fick sidan stort genomslag, särskilt bland yngre användare som attraherades av dess upprörande innehåll och alternativa syn på nyheter.
Rotten.com blev omtalad för att ha publicerat en bild som påstods visa sjukvårdspersonal vid prinsessan Dianas bilolycka. Trots att bilden senare avslöjades som falsk, valde sidan att lägga upp den ändå, vilket ledde till ett kraftigt uppsving i besöksantalet då intresset för olyckan var enormt.
Webbplatsen väckte också stor uppmärksamhet genom att tidigt dela bilder av människor som hoppade från tvillingtornen under terrorattackerna den 11 september. Dessa bilder publicerades under rubriken "Swan Dive" och skapade starka reaktioner hos både besökare och kritiker.
Sajten stängdes ner 2012.